# تيم براندو
تيم براندو (بالإنجليزية: Tim Brando)‏ هو معلق رياضي أمريكي، ولد في 27 فبراير 1956 في شريفبورت في الولايات المتحدة.